# Sinnlichkeit
Sinnlichkeit bezeichnet umgangssprachlich die Hingabe an das (angenehme) Erleben durch die Sinne. Oft wird Sinnlichkeit auch als eine Form von Erotik gesehen, ist darauf aber nicht beschränkt. Durch die geöffneten Sinne kann man das Schöne und Anregende dieser Welt erfahren. Sinnlichkeit hat dabei einen freien Charakter, während Begierde ein Besitzenwollen impliziert.
Wissenschaftlich wird das Sinnliche vom Geistigen oder auch vom Seelischen unterschieden. Sinnlichkeit bezeichnet dann die Empfänglichkeit für die verschiedenen Sinnesempfindungen – besonders aber für solche psychischen Ereignisse, welche sich zunächst an Sinnesempfindungen anschließen. Dies umfasst also einerseits die Auffassung der uns umgebenden Erscheinungswelt nach Stoff und Form, die Wahrnehmung und Unterscheidung der außer uns befindlichen Dinge, ihrer Eigenschaften und Veränderungen. Andererseits zählt dazu die Gesamtheit derjenigen inneren Triebe, Begierden und Leidenschaften, welche entweder direkt begründet sind in den Bedürfnissen des leiblichen Organismus (wie der Nahrungs- und Geschlechtstrieb) oder in dem Gefühl der Lust und Unlust, das gewisse sinnliche Empfindungen in uns erregen.
Der Sinnlichkeit im letzteren Sinn entgegengesetzt ist die reine Intellektualität sowie die Spiritualität (Vergeistigung).

## Bei Kant
In der transzendentalen Ästhetik von Immanuel Kant steht die Sinnlichkeit für die Fähigkeit (Rezeptivität), mittels eines Sinnesapparates durch Empfindungen von Gegenständen angesprochen und angeregt zu werden. Ihr steht die Spontaneität des Verstandes gegenüber. Nach Kant ist lediglich die Form der Anschauung (nämlich Raum und Zeit) a priori im Gemüt vorhanden, alle Sinneseindrücke sind a posteriori und können nur aufgrund der Einordnung in Raum und Zeit eine Quelle für Erkenntnis sein.
In der „Kritik der reinen Vernunft“ (KrV), dem systematischen Ort der „transzendentalen Ästhetik“ von 1781, bestimmt Kant Raum und Zeit als notwendige Vorstellungen a priori, die allen Anschauungen zum Grunde liegen. Für den Raum gilt: „Auf diese Notwendigkeit a priori gründet sich die apodiktische Gewißheit aller geometrischen Grundsätze und die Möglichkeit ihrer Konstruktionen a priori.“ (Kant, KrV, S. 32) Und für die Zeit hält Kant fest: „Auf diese Notwendigkeit a priori gründet sich auch die Möglichkeit apodiktischer Grundsätze von den Verhältnissen der Zeit oder Axiomen von der Zeit überhaupt. Sie hat nur eine Dimension: verschiedene Zeiten sind nicht zugleich, sondern nacheinander (so wie verschiedene Räume nicht nacheinander, sondern zugleich sind).“ Und Kant ergänzt unmittelbar und unmissverständlich: „Diese Grundsätze können aus der Erfahrung nicht gezogen werden, denn diese würde weder strenge Allgemeinheit, noch apodiktische Gewißheit geben. Wir würden nur sagen können: so lehrt es die gemeine Wahrnehmung, nicht aber: so muss es sich verhalten. Diese Grundsätze gelten als Regeln, unter denen überhaupt Erfahrungen möglich sind, und belehren uns vor derselben und nicht durch dieselbe.“ (Kant, KrV, S. 36)

## Bei Feuerbach
Im »anthropologischen Materialismus« Ludwig Feuerbachs kommt der Sinnlichkeit eine emanzipatorische Rolle zu.

## Zitate
„Sinnlichkeit ist neuro-biologisch die Fähigkeit, Sinneswahrnehmungen mit Sexualität im Unterbewusstsein zu assoziieren.“